# پیز آرینا
پیز آرینا (به لاتین: Piz Arina) یک کوه در سوئیس است که در کانتون گراوبوندن واقع شده‌است. پیز آرینا ۲٬۸۲۸ متر بالاتر از سطح دریا واقع شده‌است.